# Coscinocera hercules
La falena Ercole (Coscinocera hercules Miskin, 1876) è un lepidottero notturno appartenente alla famiglia Saturniidae. Con un'apertura alare media di 27 cm e le ali con la maggiore superficie tra i lepidotteri finora documentata (300 cm²) è, assieme a Thysania agrippina, Attacus atlas e Ornithoptera alexandrae il più grande lepidottero del mondo.
Endemica in Nuova Guinea e in Australia settentrionale, viene descritta per la prima volta nel 1876 da William Henry Miskin.

## Descrizione
La livrea è molto simile a quella dell'atlante: tendente al ramato scuro con assenza di microsquame nei quattro punti centrali delle sezioni alari. Il maschio si differenzia per la presenza di code più lunghe e sottili della femmina.
Il bruco cresce fino a 12 cm per un peso massimo registrato di 29 g. La colorazione varia dal ceruleo pallido al verde, con delle macchioline rossastre lungo i lati del corpo e sulle spine gialle. 

## Dieta
Come in tutti i saturnidi, l'adulto non si nutre e vive solo pochi giorni, durante i quali sfrutta i lipidi accumulati durante lo stadio larvale per riprodursi. Il baco si nutre di foglie di alberi pluviali come Homalanthus populifolius, di cui è ghiotto, ma predilige anche Dysoxylum muelleri, Glochidion ferdinandi, Timonius rumphii e Timonius singularis.

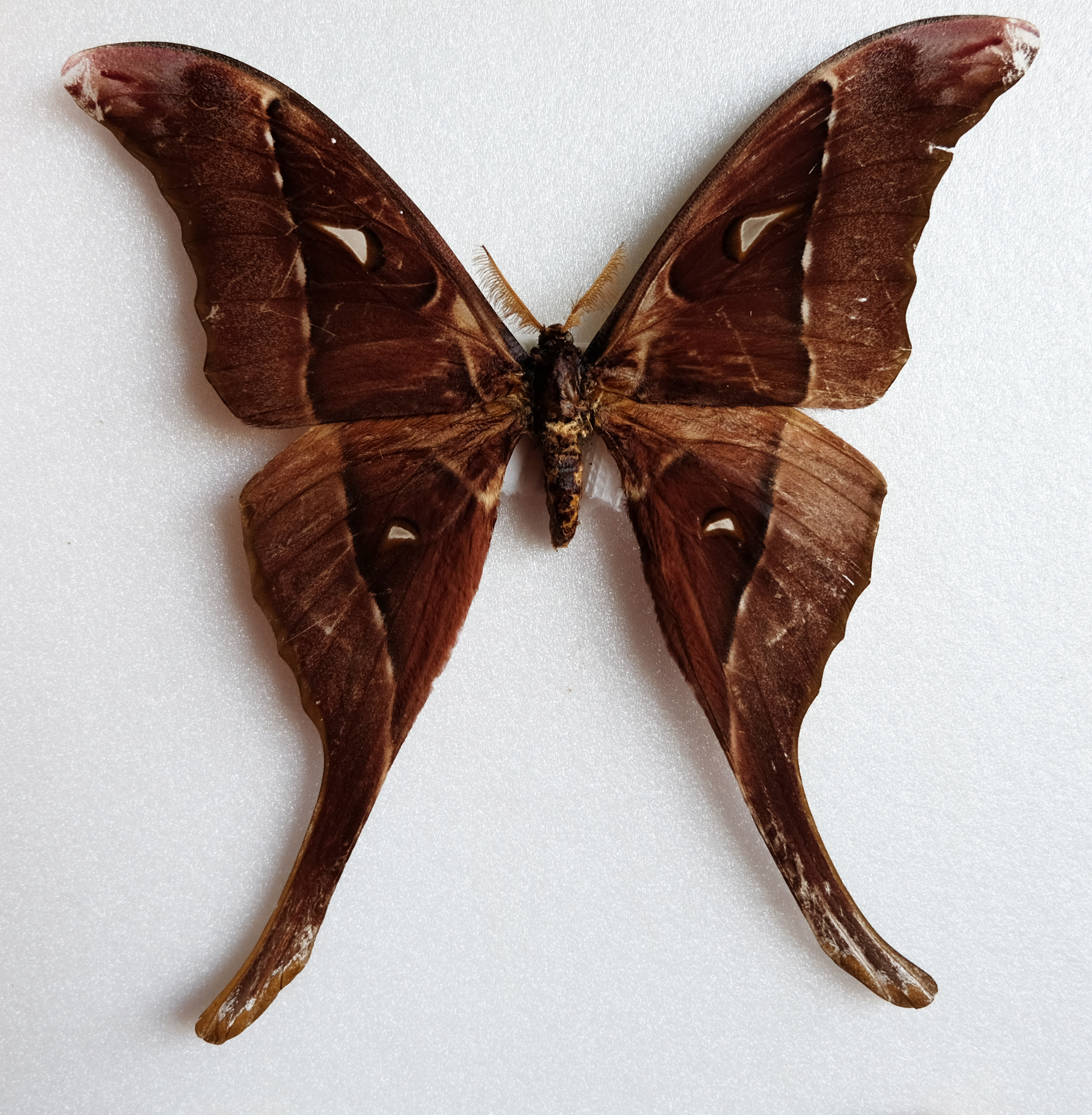
Esemplare maschio
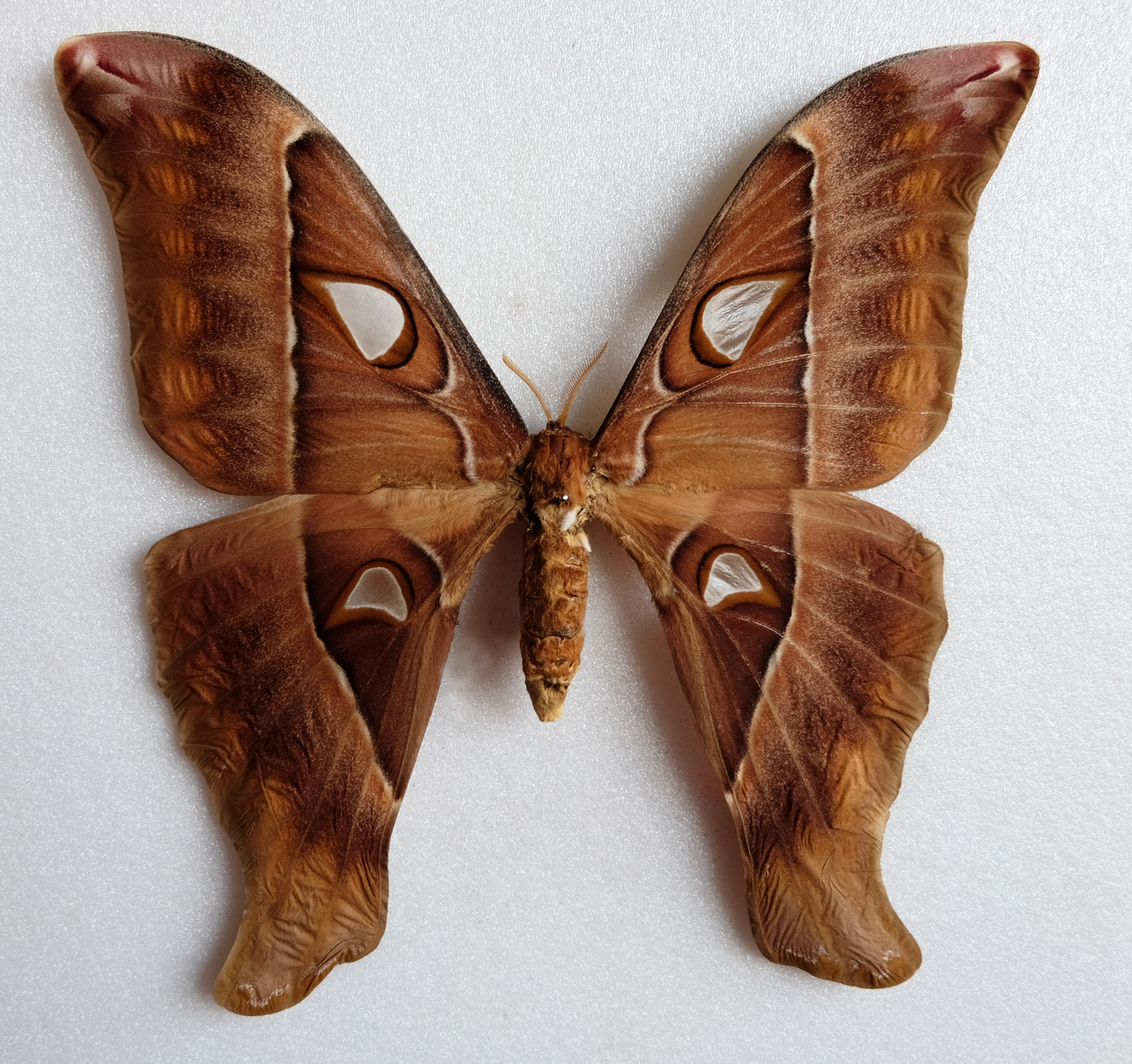
Esemplare femmina
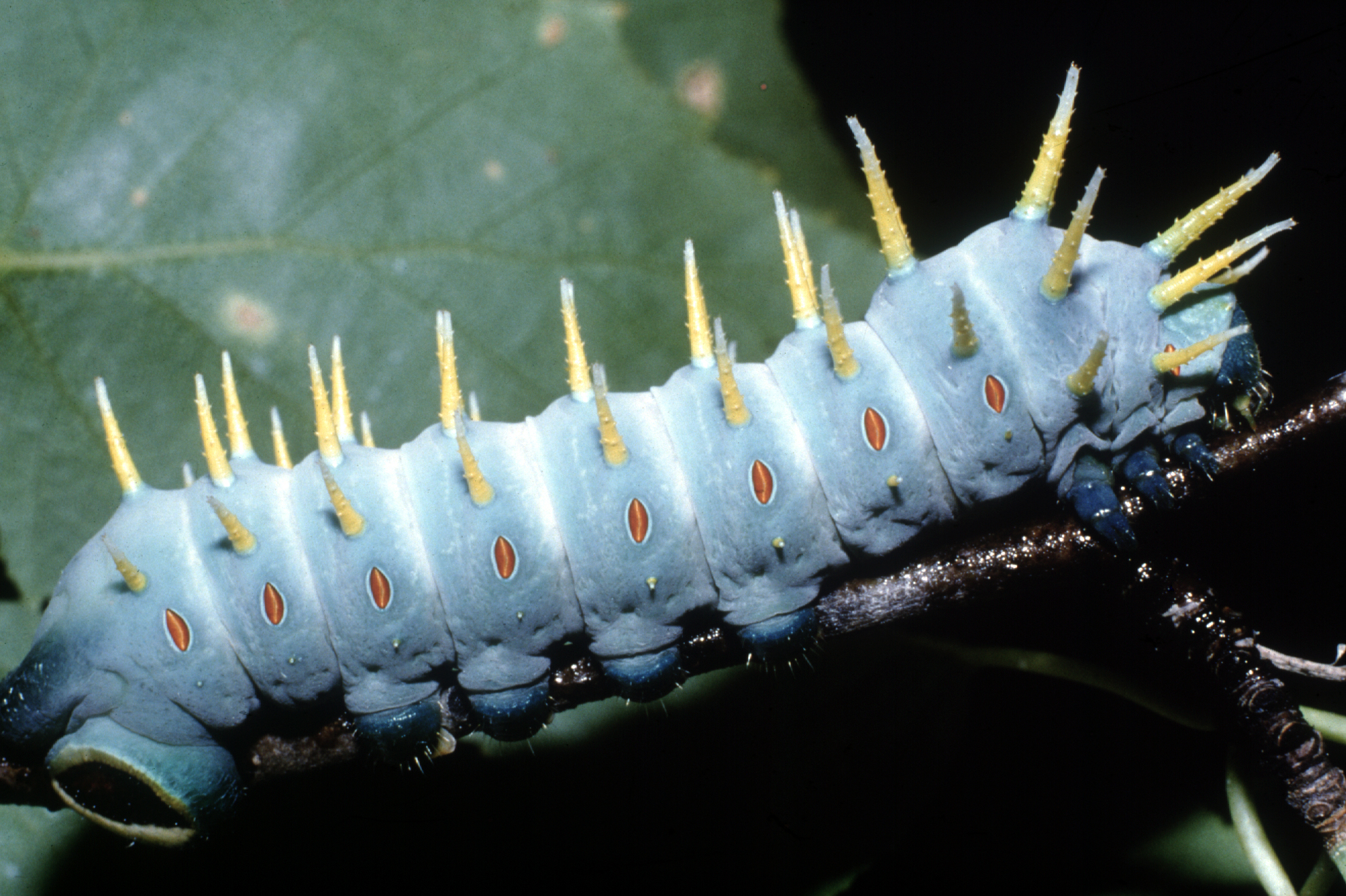
Larva di Coscinocera hercules

## Nella cultura di massa
- È apparsa come insetto catturabile in Animal Crossing, serie slice-of-life esclusiva di Nintendo. Il lepidottero, chiamato erroneamente Macaone (Oak Silk Moth in inglese), è stato in seguito sostituito con l'atlante e rinominato correttamente in Farfalla Cobra nel nuovo titolo uscito per Nintendo Switch intitolato Animal Crossing: New Horizons.